# Co-ed group
co-ed group, coed group, mixed-gender group e mixed-sex group (também podendo ser chamado de coed band, mixed band ou grupo misto) é um conjunto musical formado por membros do sexo feminino e masculino.

## História
Ásia
Na Ásia, os grupos mistos não têm tanta aceitação quanto os girl groups e os boy groups, por isso existem relativamente poucos, tanto no cenário do K-pop da Coreia do Sul como no J-pop do Japão. Na Coreia do Sul, a indústria da música tem pouco interesses neste tipo de formação.[ligação inativa] No contexto do K-pop, o sociólogo John Lie atribui esta tendência à "acentuação de arquétipos de gênero" que "solidificou a prática de criar grupos de sexo único.
Europa
Embora os grupos pop adolescentes co-ed não tiveram muito sucesso nos Estados Unidos, vários grupos misto de gênero têm tido sucesso na Europa no início dos anos 2000, particularmente em Escandinávia e no Reino Unido tendo inumeros exemplos
América Latina
São conhecidos na América Latina como "Bandas mixtas", muitas delas sairam de novelas, seriados e programas com temáticas musicais, o méxico foi o pais que mais lançou no mercado grupos destes, sendo uma parte consideravel uma formação co-ed group.

## Coed groups ao redor do mundo
Aqui temos exemplos de grupos musicais que são co-ed, de países diferentes

| Nome do grupo      | Inicio de Atividade | País           |
| ------------------ | ------------------- | -------------- |
| 8Eight             | 2007                | Coreia do Sul  |
| ABBATeens          | 1998                | Suécia         |
| Ace of Base        | 1990                | Suécia         |
| AliA               | 2018                | Japão          |
| Attack All Around  | 2005                | Japão          |
| Aqua               | 1994                | Dinamarca      |
| B2Y                | 2009                | Coreia do Sul  |
| Casiopea           | 1976                | Japão          |
| Cherry Filter      | 1997                | Coreia do Sul  |
| Chu's day          | 2014                | Japão          |
| Clazziquai Project | 2001                | Coreia do Sul  |
| Coed School        | 2010                | Coreia do Sul  |
| Cool               | 1994                | Coreia do Sul  |
| Czecho No Republic | 2010                | Japão          |
| Erreway            | 2002                | Argentina      |
| Fat Family         | 1996                | Brasil         |
| F1rst              | 2013                | Coreia do Sul  |
| Garibaldi          | 1988                | México         |
| Goose House        | 2011                | Japão          |
| Hear'Say           | 2001                | Reino Unido    |
| Jump5              | 1999                | Estados Unidos |
| Kabah              | 1992                | México         |
| KARD               | 2016                | Coreia do Sul  |
| Koyote             | 1998                | Coreia do Sul  |
| Kudai              | 1999                | Chile          |
| LemonGrass         | 2015                | México         |
| Lol                | 2015                | Japão          |
| Lucky J            | 2014                | Coreia do Sul  |
| Melim              | 2015                | Brasil         |
| MIX5               | 2016                | Estados Unidos |
| OV7                | 1989                | México         |
| Play the Siren     | 2014                | Coreia do Sul  |
| Quad City DJ's     | 1992                | Estados Unidos |
| RBD                | 2004                | México         |
| Rebeldes           | 2011                | Brasil         |
| Roo'ra             | 1994                | Coreia do Sul  |
| S Club 7           | 1999                | Reino Unido    |
| Sōtaisei Riron     | 2006                | Japão          |
| Steps              | 1997                | Reino Unido    |
| Teen Angels        | 2007                | Argentina      |
| Terror Squad       | 1986                | Estados Unidos |
| Three 6 Mafia      | 1991                | Estados Unidos |
| Timbiriche         | 1982                | México         |
| Trem da Alegria    | 1984                | Brasil         |
| Tribalistas        | 2002                | Brasil         |
| Triple H           | 2017                | Coreia do Sul  |
| Triple T           | 2016                | Coreia do Sul  |
| Vengaboys          | 1997                | Países Baixos  |
| We                 | 2011                | Coreia do Sul  |
| Younique Unit      | 2012                | Coreia do Sul  |
| Now United         | 2017                | Estados Unidos |